# Контрерас, Эдгар
Эдгар Контрерас (исп. Edgar Contreras; род. 16 июля 1992) — венесуэльский тхэквондист, участник летних Олимпийских игр 2016 года, победить Боливарианских игр 2013 года.

## Биография
На крупных международных соревнованиях Контрерас впервые выступил в 2012 году, приняв участие в чемпионате мира среди военных, где в четвертьфинале проиграл итальянцу Клаудио Тревизо. На чемпионатах мира Эдгар Контрерас дебютировал на первенстве 2013 года в мексиканской Пуэбле, но выбыл уже в первом раунде, уступив гондурасцу Виктору Сепеде 9:10. Свою первую значимую медаль Эдгар завоевал в ноябре 2013 года, став чемпионом Боливарианских игр. Спустя два года на чемпионате мира в Челябинске венесуэлец вновь выбыл уже на стадии предварительных поединков разгромно проиграв испанцу Хосе-Антонио Россильо. Был близок Контрерас к завоеванию медали на Всемирных военных играх, но в поединке за третье место уступил представителю Катара Файсалю Аль-Рушаиди.
Летом 2015 года венесуэлец выступил на Панамериканских играх. Победив в первом круге кубинца Фермина Кесада, Контрерас пробился в четвертьфинал, где его соперником стал бронзовый призёр Олимпийских игр 2012 года американец Терренс Дженнингс. Бой прошёл в упорной борьбе и закончился победой более опытного Дженнингса 12:11. В марте 2016 года Контрерас уверенно победил на Панамериканском олимпийском квалификационном турнире, принеся своей стране лицензию в категории до 68 кг, которая так и осталась для Венесуэлы единственной.
Перед началом Олимпийских игр венесуэльский тхэквондист, согласно своему положению в мировом рейтинге, получил 13-й номер посева. В первом раунде соревнований в весовой категории до 68 кг Контрерас разгромно уступил бронзовому призёру Игр 2012 года в категории до 58 кг россиянину Алексей Денисенко. Благодаря тому, что Денисенко пробился в финал, Контрерас получил шанс побороться за бронзовую медаль. В первом раунде утешительного турнира молодой венесуэлец смог совершить сенсацию, одержав победу над чемпионом мира и Олимпийских игр турком Серветом Тазегюлем. В поединке за третье место соперником Контрераса стал ещё один олимпийский чемпион испанец Хоэль Гонсалес. Оба соперника избрали защитный стиль ведения боя, и в итоге победу со счётом 4:3 одержал Гонслаес, а Контрерас занял итоговое 5-е место.
На чемпионате мира 2017 года Контрерас вновь не сумел преодолеть стартовый раунд, уступив в одном из самых результативных поединков турнира (27:34) филиппинцу Арвену Алькантара.